# سيميون تشاموف
سيميون تشاموف (مواليد 24 ديسمبر 1990) هو ملاكم بلغاري، مثّل بلاده في الألعاب الأولمبية الصيفية 2016.

## روابط خارجية
سيميون تشاموف على موقع أوليمبيديا (الإنجليزية)